# 3 Karpacki Pułk Artylerii Przeciwlotniczej Lekkiej

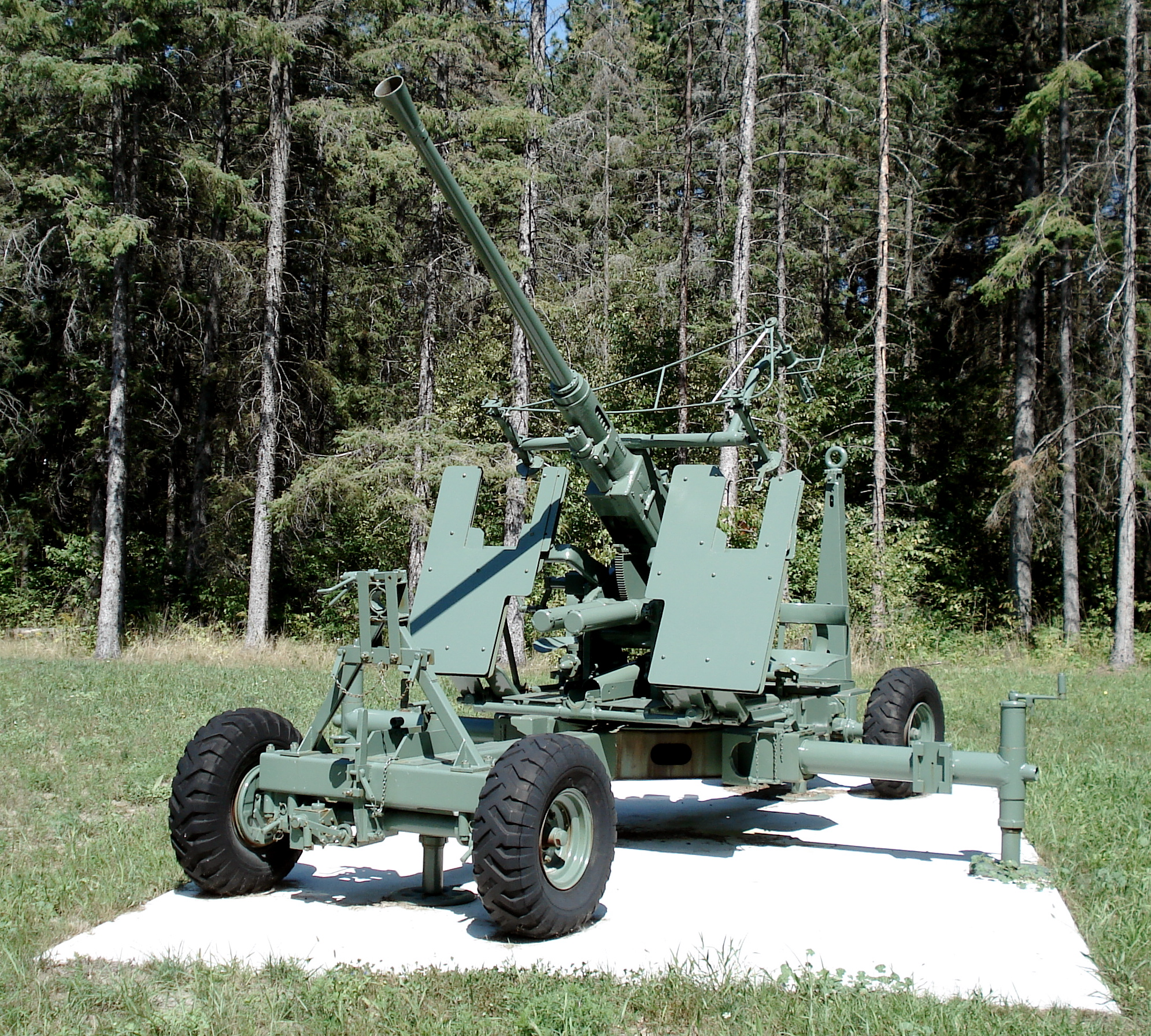
Bofors – 54 takie działa posiadał pułk

3 Karpacki Pułk Artylerii Przeciwlotniczej Lekkiej (3 Kpaplot. lek.) – oddział artylerii przeciwlotniczej Polskich Sił Zbrojnych na Zachodzie.

## Formowanie i zmiany organizacyjne
30 kwietnia 1942 w Belit Jirja, w Palestynie rozpoczęto formowanie 1 Pułku Artylerii Przeciwlotniczej, organicznej jednostki artylerii 3 Dywizji Strzelców Karpackich. 12 lipca 1942 oddział przemianowany został na 3 Karpacki Pułk Artylerii Przeciwlotniczej Lekkiej.  

## Działania bojowe
Został użyty bojowo w kampanii włoskiej 1944-1945. W czerwcu 1944, po bitwie o Monte Cassino, w celu pokrycia strat bojowych w jednostkach 2 Korpusu, w każdym dywizjonie rozformowano trzecie baterie. 
Po zakończeniu walk pułk przez kilka tygodni stacjonował w okolicach Bolonii. W połowie czerwca 1945 oku został zgrupowany w rejonie Ascoli Piceno. Tam przebywał do jesieni 1945 roku. W późniejszym okresie pułk pełnił służbę wartowniczą w różnych częściach Półwyspu Apenińskiego.
W 1946 oddział przetransportowany został z Włoch do Wielkiej Brytanii i tam 15 grudnia 1947 rozformowany.

## Struktura organizacyjna i obsada personalna
- dowództwo
  - dowódca - płk Leon Przybytko
  - zastępca dowódcy - mjr Zygmunt Charlewski
  - adiutant - por./kpt. Aleksander Żabczyński

drużyna dowodzenia
dowódcy dywizjonów
I dywizjon
- mjr Czesław Gierałtowski[2]

II dywizjon
- mjr Bartłomiej Miś[2]

III dywizjon
- mjr Jan Suszyński[2]

Każdy dywizjon posiadał trzy baterie po sześć 40 mm armat przeciwlotniczych Boforsa.

## Kontynuowanie tradycji pułku
18 czerwca 1996 tradycje 3 Karpackiego Pułku Artylerii Przeciwlotniczej Lekkiej przejął 3 Pułk Przeciwlotniczy im. płk. Włodzimierza Ludwiga stacjonujący w garnizonie Szczecin (od 2007 w Koszalinie). 3 Pułk Przeciwlotniczy obchodzi doroczne święto 30 kwietnia, w rocznicę utworzenia 3 Karpackiego Pułku Artylerii Przeciwlotniczej Lekkiej.